# Montechiaro d'Acqui
Montechiaro d'Acqui là một đô thị ở tỉnh Alessandria trong vùng Piedmont của Italia, có vị trí cách khoảng 70 km về phía đông nam của Torino và khoảng 40 km về phía tây nam của Alessandria. Tại thời điểm ngày 31 tháng 12 năm 2004, đô thị này có dân số 556 người và diện tích là 17,5 km².
Đô thị Montechiaro d'Acqui có các frazione (đơn vị cấp dưới) Montechiaro Piana.
Montechiaro d'Acqui giáp các đô thị: Cartosio, Castelletto d'Erro, Denice, Malvicino, Mombaldone, Ponti, và Spigno Monferrato.